# Mirosław Śmiłowicz
Mirosław Tadeusz Śmiłowicz (ur. 10 lipca 1934 w Warszawie) – polski lekarz, ortopeda.

## Życiorys
Syn Szymona Śmiłowicza, lekarza. Dzieciństwo spędził na warszawskim Żoliborzu. Przeżył całe powstanie warszawskie w domu przy ul. Krasińskiego 20, który był jedną z redut powstańczych. Po powstaniu trafił do Dulagu 121 Pruszków. W 1953 ukończył X Szkołę Ogólnokształcącą TPD w Warszawie. W tym samym roku podjął studia na Akademii Medycznej w Warszawie, które ukończył w 1960. W latach 1961–1969 pracował jako chirurg ogólny i ortopeda w Wojewódzkim Szpitalu Chirurgii Urazowej Dziecięcej „Omega” w Warszawie, a w latach 1969–2005 w Klinice Chirurgii Ortopedycznej (potem Klinice Reumoortopedii) Instytutu Reumatologicznego w Warszawie, w której od 1981 do 2005 był zastępcą kierownika kliniki, a w 1987 pełnił obowiązki kierownika kliniki. W 1982 uzyskał stopień doktora nauk medycznych i został zatrudniony na stanowisku adiunkta, a w 1998 stopień doktora habilitowanego nauk medycznych i objął stanowisko docenta. Dodatkowo w 1971 roku był starszym rezydentem w Instytucie Ortopedii w Oswestry (Wielka Brytania). Był, wraz z wieloletnim kierownikiem Kliniki Chirurgii Ortopedycznej IR Sylwestrem Jakubowskim, pionierem w stosowaniu nowatorskich metod operacyjnych w chirurgii ortopedycznej. Opublikował 68 prac z zakresu ortopedii w czasopismach naukowych oraz był współautorem trzech książek. W latach 1987–1991 był przewodniczącym Sekcji Reumoortopedii Polskiego Towarzystwa Ortopedycznego i Traumatologicznego.

## Odznaczenia
- Złoty Krzyż Zasługi (1985)[4]

- Odznaka honorowa „Za wzorową pracę w służbie zdrowia” (1986)[4]
- Odznaczenie „Zasłużony dla Polskiej Ortopedii i Traumatologii za wybitne osiągnięcia  naukowo – dydaktyczne i chirurgiczne” przyznane mi przez Zarząd Główny Polskiego Towarzystwa Ortopedycznego i Traumatologicznego[1]